# Thurso (Quebec)
Thurso é uma cidade na região de Outaouais, no oeste da província canadense de Quebec.